# 蛸せんべい
蛸せんべい（たこせんべい）は、三陸地方、関東地方、近畿地方、山陽地方・四国地方（瀬戸内海）などの沿岸部各地で作られる煎餅の一種。
大阪の駄菓子→たこせん。

## 概要
製法は生蛸か干蛸を1尾を丸ごと、調味した水溶き小麦粉などで塗し、アイロンプレス状の鉄板で焼き上げる。
若しくは粉砕した蛸を練り込み、手焼きなどで焼き上げる。

## 主な製造販売企業
表記内容は左から順に、企業名、個別商品の代表例（鉤括弧「 」内）、所在地（丸括弧（ ）内）に記す。
- たこせんべいの里「たこうす焼」（兵庫県淡路市）
- 魚の棚商店街「たこせんべい」（兵庫県明石市）

- あさひ本店「丸焼きたこせんべい」（神奈川県藤沢市など）
- 亀屋本店「千葉房総 亀屋タコせんべい」(千葉県鴨川市など)
- 海鮮せんべい塩竃「三陸たこせんべい」（宮城県塩竈市）

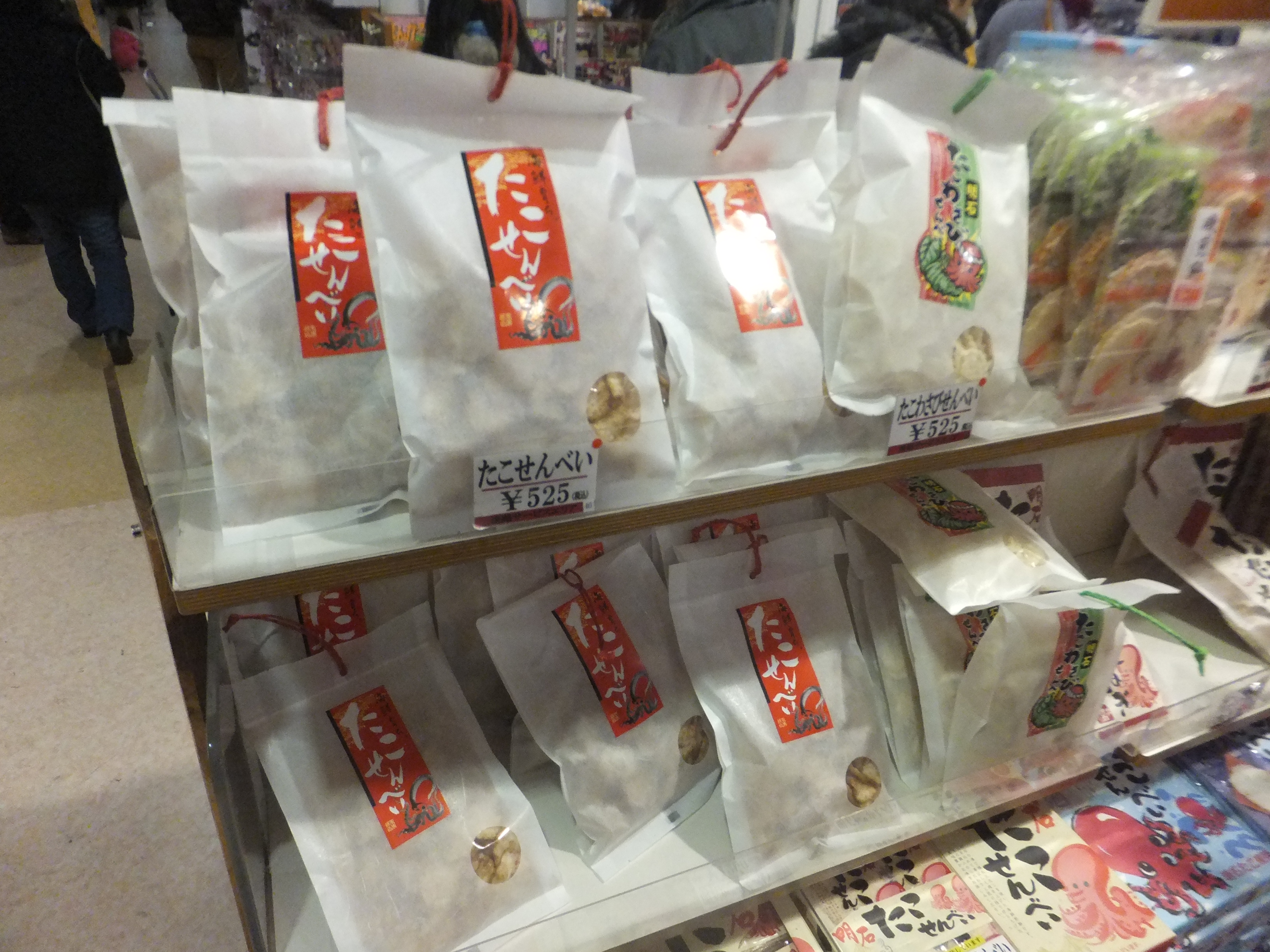
蛸せんべい 神戸淡路鳴門自動車道淡路サービスエリア上り線の売店売り場にて
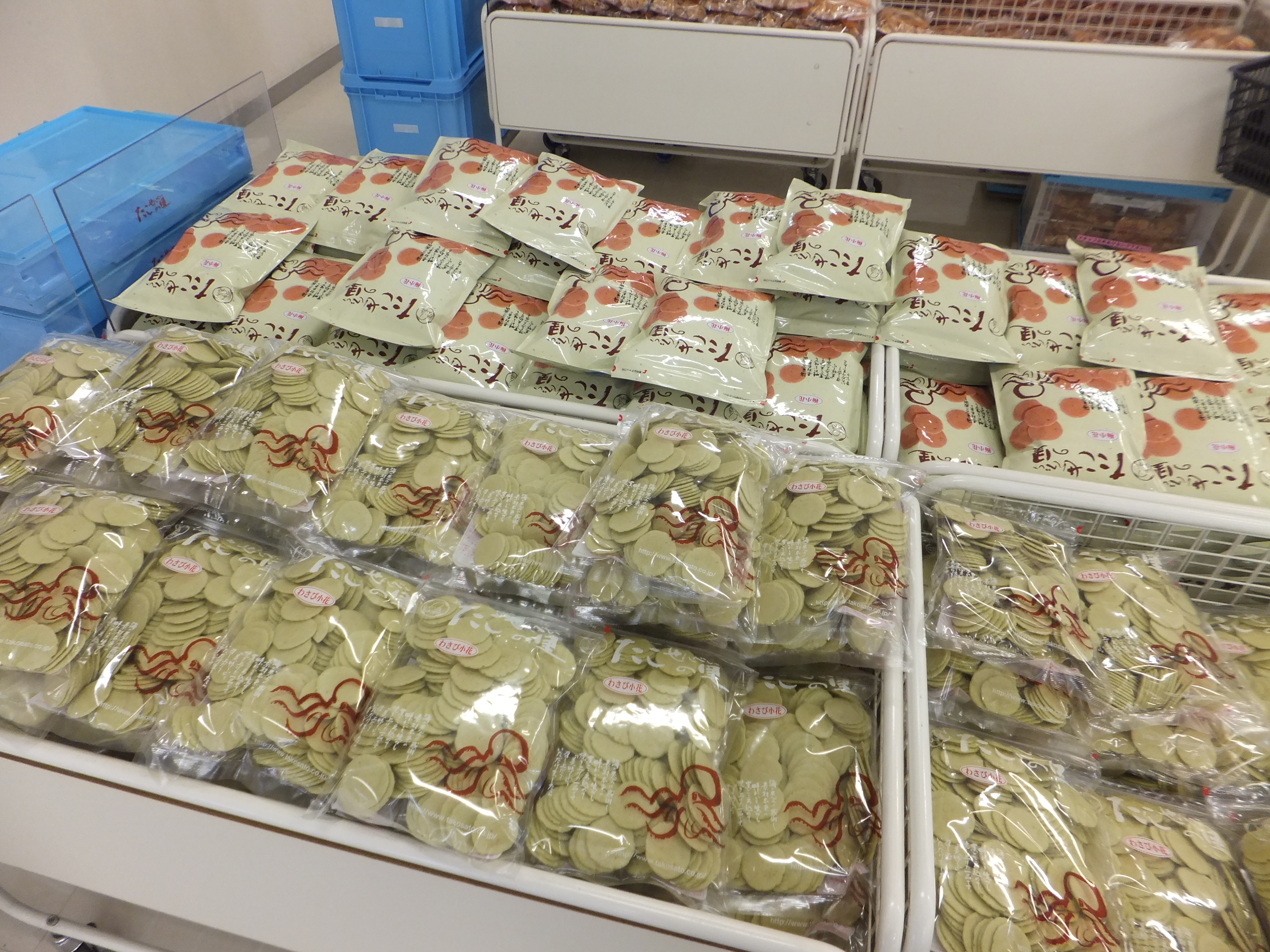
蛸せんべいの派生版（上:梅味・下:山葵味） たこせんの里にて
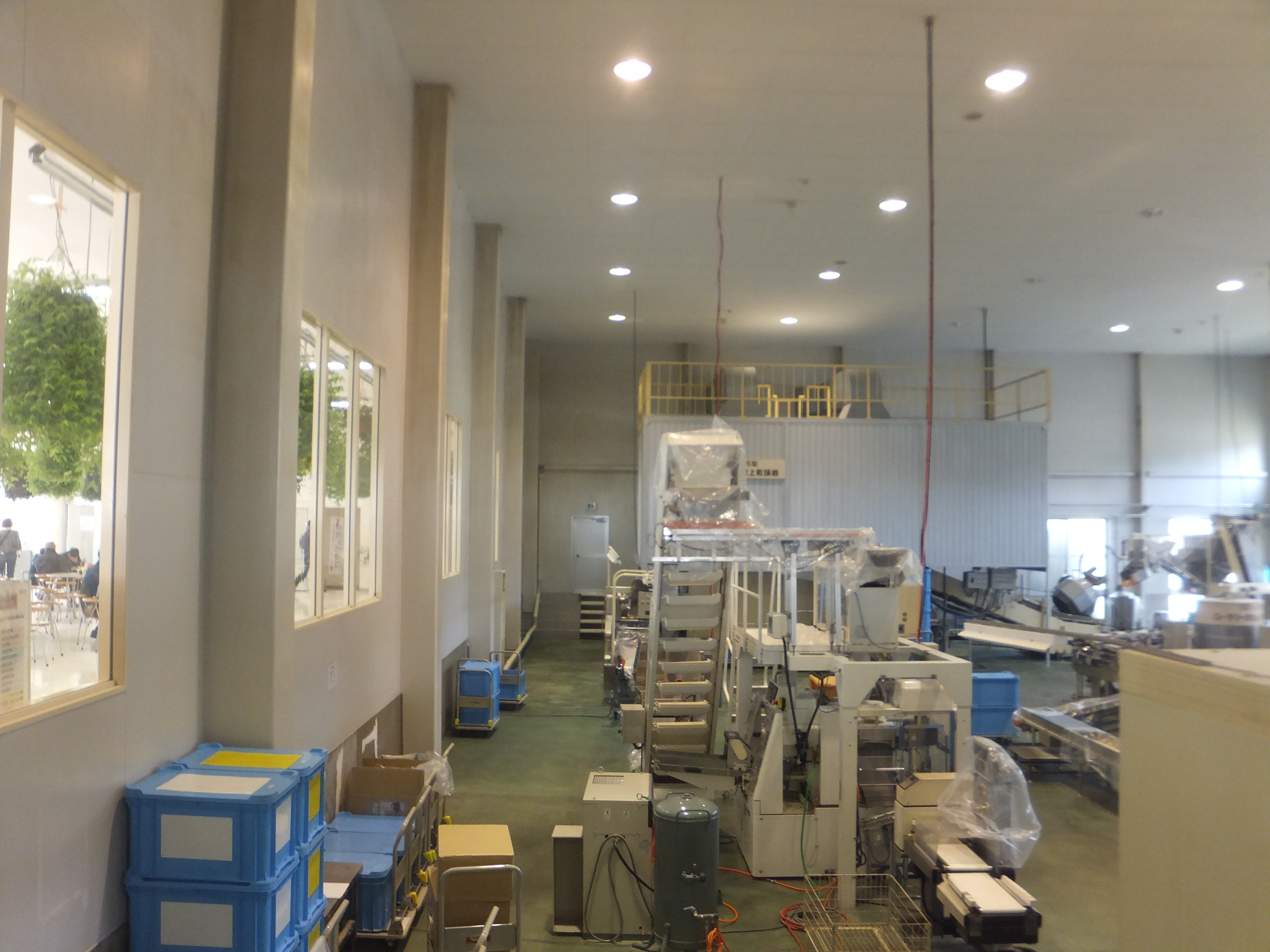
蛸せんべいの製造工場 たこせんの里にて